# Élections régionales de 2021 à l'Oriental

Carte de la région.

Les élections régionales en Oriental se sont déroulées le 8 septembre 2021 et ont permis d'élire par suffrage universel direct 51 membres au Conseil de la Région de l’Oriental pour un mandat de six ans.

## Résultats

### Global
|                          | Rassemblement national des indépendants (RNI) | 153 267   | 28,99 | 17 | 13            |  |  |  |
|                          | Parti authenticité et modernité (PAM)         | 134 423   | 25,43 | 16 | en stagnation |  |  |  |
|                          | Parti de l'Istiqlal (PI)                      | 98 382    | 18,61 | 12 | 3             |  |  |  |
|                          | Mouvement populaire (MP)                      | 37 058    | 7,01  | 1  | 4             |  |  |  |
|                          | Union socialiste des forces populaires (USFP) | 35 384    | 6,69  | 2  | 2             |  |  |  |
|                          | Parti du progrès et du socialisme (PPS)       | 25 806    | 4,88  | 2  | 2             |  |  |  |
|                          | Parti de la justice et du développement (PJD) | 14 519    | 2,75  | 1  | 8             |  |  |  |
|                          | Union constitutionnelle (UC)                  | 8 413     | 1,59  | 0  | 2             |  |  |  |
|                          |                                               |           |       |    |               |  |  |  |
| Total                    | Total                                         | 528 611   | 100   |    |               |  |  |  |
| Abstentions              | Abstentions                                   | 555 052   | 51,22 |    |               |  |  |  |
| Inscrits / Participation | Inscrits / Participation                      | 1 083 663 | 48,78 |    |               |  |  |  |

### Par préfecture et province

#### Berkane
| Parti                    | Parti                                         | Suffrage | Suffrage | Sièges | Sièges |
| Parti                    | Parti                                         | #        | %        | #      | %      |
| ------------------------ | --------------------------------------------- | -------- | -------- | ------ | ------ |
|                          | Rassemblement national des indépendants (RNI) | 25 047   | 34,84    | 2      | 33,33  |
|                          | Parti de l'Istiqlal (PI)                      | 17 386   | 24,19    | 2      | 33,33  |
|                          | Parti authenticité et modernité (PAM)         | 12 530   | 17,43    | 1      | 16,66  |
|                          | Mouvement populaire (MP)                      | 4 425    | 6,16     | 1      | 16,66  |
|                          | Parti du progrès et du socialisme (PPS)       | 3 241    | 4,51     |        |        |
|                          | Parti de la justice et du développement (PJD) | 3 016    | 4,20     |        |        |
|                          | Front des forces démocratiques (FFD)          | 2 184    | 3,04     |        |        |
|                          | Union constitutionnelle (UC)                  | 1 514    | 2,11     |        |        |
|                          | Union socialiste des forces populaires (USFP) | 1 389    | 1,93     |        |        |
|                          | Parti socialiste unifié (PSU)                 | 649      | 0,90     |        |        |
|                          | Alliance de la fédération de gauche (AGD)     | 503      | 0,70     |        |        |
|                          |                                               |          |          |        |        |
| Total                    | Total                                         | 71 884   | 100,00   |        |        |
| Abstentions              | Abstentions                                   | 66 541   | 48,07    |        |        |
| Inscrits / Participation | Inscrits / Participation                      | 138 425  | 51,93    |        |        |

#### Driouch
| Parti                    | Parti                                                       | Suffrage | Suffrage | Sièges | Sièges |
| Parti                    | Parti                                                       | #        | %        | #      | %      |
| ------------------------ | ----------------------------------------------------------- | -------- | -------- | ------ | ------ |
|                          | Rassemblement national des indépendants (RNI)               | 20 949   | 27,55    | 2      | 40,00  |
|                          | Parti de l'Istiqlal (PI)                                    | 19 491   | 25,63    | 2      | 40,00  |
|                          | Parti authenticité et modernité (PAM)                       | 17 072   | 22,45    | 1      | 20,00  |
|                          | Mouvement populaire (MP)                                    | 14 748   | 19,39    |        |        |
|                          | Parti du progrès et du socialisme (PPS)                     | 1 792    | 2,36     |        |        |
|                          | Parti des Néo-Démocrates (PND)                              | 861      | 1,13     |        |        |
|                          | Parti de la justice et du développement (PJD)               | 699      | 0,92     |        |        |
|                          | Parti de l'environnement et du développement durable (PEDD) | 289      | 0,38     |        |        |
|                          | Parti vert marocain (PVM)                                   | 149      | 0,20     |        |        |
|                          |                                                             |          |          |        |        |
| Total                    | Total                                                       | 76 050   | 100,00   |        |        |
| Abstentions              | Abstentions                                                 | 53 441   | 41,27    |        |        |
| Inscrits / Participation | Inscrits / Participation                                    | 129 491  | 58,73    |        |        |

#### Figuig
| Parti                    | Parti                                         | Suffrage | Suffrage | Sièges | Sièges |
| Parti                    | Parti                                         | #        | %        | #      | %      |
| ------------------------ | --------------------------------------------- | -------- | -------- | ------ | ------ |
|                          | Parti authenticité et modernité (PAM)         | 18 753   | 36,31    | 2      | 40,00  |
|                          | Rassemblement national des indépendants (RNI) | 12 944   | 25,06    | 2      | 40,00  |
|                          | Parti de l'Istiqlal (PI)                      | 6 435    | 12,46    | 1      | 20,00  |
|                          | Parti du progrès et du socialisme (PPS)       | 3 900    | 7,55     |        |        |
|                          | Union socialiste des forces populaires (USFP) | 3 655    | 7,08     |        |        |
|                          | Mouvement populaire (MP)                      | 2 460    | 4,76     |        |        |
|                          | Parti socialiste unifié (PSU)                 | 1 816    | 3,52     |        |        |
|                          | Parti de la justice et du développement (PJD) | 727      | 1,41     |        |        |
|                          | Union constitutionnelle (UC)                  | 561      | 1,09     |        |        |
|                          | Alliance de la fédération de gauche (AGD)     | 397      | 0,77     |        |        |
|                          |                                               |          |          |        |        |
| Total                    | Total                                         | 51 648   | 100,00   |        |        |
| Abstentions              | Abstentions                                   | 25 038   | 32,65    |        |        |
| Inscrits / Participation | Inscrits / Participation                      | 76 686   | 67,35    |        |        |

#### Guercif
| Parti                    | Parti                                                       | Suffrage | Suffrage | Sièges | Sièges |
| Parti                    | Parti                                                       | #        | %        | #      | %      |
| ------------------------ | ----------------------------------------------------------- | -------- | -------- | ------ | ------ |
|                          | Parti authenticité et modernité (PAM)                       | 18 712   | 32,22    | 2      | 40,00  |
|                          | Parti de l'Istiqlal (PI)                                    | 16 133   | 27,78    | 2      | 40,00  |
|                          | Rassemblement national des indépendants (RNI)               | 14 977   | 25,79    | 1      | 20,00  |
|                          | Union socialiste des forces populaires (USFP)               | 4 818    | 8,29     |        |        |
|                          | Parti de la justice et du développement (PJD)               | 1 069    | 1,84     |        |        |
|                          | Front des forces démocratiques (FFD)                        | 1 044    | 1,80     |        |        |
|                          | Alliance de la fédération de gauche (AGD)                   | 396      | 0,68     |        |        |
|                          | Parti du progrès et du socialisme (PPS)                     | 306      | 0,53     |        |        |
|                          | Mouvement populaire (MP)                                    | 279      | 0,48     |        |        |
|                          | Parti de l'environnement et du développement durable (PEDD) | 197      | 0,34     |        |        |
|                          | Parti des Néo-Démocrates (PND)                              | 153      | 0,26     |        |        |
|                          |                                                             |          |          |        |        |
| Total                    | Total                                                       | 58 084   | 100,00   |        |        |
| Abstentions              | Abstentions                                                 | 41 324   | 41,57    |        |        |
| Inscrits / Participation | Inscrits / Participation                                    | 99 408   | 58,43    |        |        |

#### Jerada
| Parti                    | Parti                                         | Suffrage | Suffrage | Sièges | Sièges |
| Parti                    | Parti                                         | #        | %        | #      | %      |
| ------------------------ | --------------------------------------------- | -------- | -------- | ------ | ------ |
|                          | Parti authenticité et modernité (PAM)         | 10 147   | 25,75    | 2      | 40,00  |
|                          | Rassemblement national des indépendants (RNI) | 9 755    | 24,75    | 2      | 40,00  |
|                          | Parti du progrès et du socialisme (PPS)       | 6 938    | 17,61    | 1      | 20,00  |
|                          | Parti de l'Istiqlal (PI)                      | 6 274    | 15,92    |        |        |
|                          | Union constitutionnelle (UC)                  | 2 495    | 6,33     |        |        |
|                          | Mouvement populaire (MP)                      | 1 589    | 4,03     |        |        |
|                          | Union socialiste des forces populaires (USFP) | 1 022    | 2,59     |        |        |
|                          | Front des forces démocratiques (FFD)          | 813      | 2,06     |        |        |
|                          | Parti de la justice et du développement (PJD) | 310      | 0,79     |        |        |
|                          | Parti marocain libéral (PML)                  | 66       | 0,17     |        |        |
|                          |                                               |          |          |        |        |
| Total                    | Total                                         | 39 409   | 100,00   |        |        |
| Abstentions              | Abstentions                                   | 22 756   | 34,83    |        |        |
| Inscrits / Participation | Inscrits / Participation                      | 62 165   | 60,32    |        |        |

#### Nador
| Parti                    | Parti                                                       | Suffrage | Suffrage | Sièges | Sièges |
| Parti                    | Parti                                                       | #        | %        | #      | %      |
| ------------------------ | ----------------------------------------------------------- | -------- | -------- | ------ | ------ |
|                          | Rassemblement national des indépendants (RNI)               | 37 554   | 32,72    | 3      | 30,00  |
|                          | Parti authenticité et modernité (PAM)                       | 22 263   | 19,40    | 2      | 20,00  |
|                          | Union socialiste des forces populaires (USFP)               | 18 563   | 16,17    | 2      | 20,00  |
|                          | Parti de l'Istiqlal (PI)                                    | 15 894   | 13,85    | 2      | 20,00  |
|                          | Parti du progrès et du socialisme (PPS)                     | 6 892    | 6,01     | 1      | 10,00  |
|                          | Parti de la justice et du développement (PJD)               | 4 092    | 3,57     |        |        |
|                          | Mouvement populaire (MP)                                    | 2 997    | 2,61     |        |        |
|                          | Union constitutionnelle                                     | 2 175    | 1,90     |        |        |
|                          | Parti de l'Espoir                                           | 1 078    | 0,94     |        |        |
|                          | Parti socialiste unifié (PSU)                               | 937      | 0,82     |        |        |
|                          | Parti de l'unité et de la démocratie (PUD)                  | 649      | 0,57     |        |        |
|                          | Parti de l'environnement et du développement durable (PEDD) | 648      | 0,56     |        |        |
|                          | Parti de la renaissance et de la vertu (PRV)                | 575      | 0,50     |        |        |
|                          | Parti vert marocain (PVM)                                   | 451      | 0,39     |        |        |
|                          |                                                             |          |          |        |        |
| Total                    | Total                                                       | 114 768  | 100,00   |        |        |
| Abstentions              | Abstentions                                                 | 137 358  | 54,48    |        |        |
| Inscrits / Participation | Inscrits / Participation                                    | 252 126  | 45,52    |        |        |

#### Oujda-Angad
| Parti                    | Parti                                         | Suffrage | Suffrage | Sièges | Sièges |
| Parti                    | Parti                                         | #        | %        | #      | %      |
| ------------------------ | --------------------------------------------- | -------- | -------- | ------ | ------ |
|                          | Parti authenticité et modernité (PAM)         | 21 985   | 37,31    | 4      | 40,00  |
|                          | Rassemblement national des indépendants (RNI) | 18 695   | 31,72    | 3      | 30,00  |
|                          | Parti de l'Istiqlal (PI)                      | 5 108    | 8,67     | 2      | 20,00  |
|                          | Parti de la justice et du développement (PJD) | 2 855    | 4,84     | 1      | 10,00  |
|                          | Union socialiste des forces populaires (USFP) | 2 837    | 4,81     |        |        |
|                          | Mouvement démocratique et social (MDS)        | 2 418    | 4,10     |        |        |
|                          | Union constitutionnelle (UC)                  | 830      | 1,41     |        |        |
|                          | Parti des Néo-Démocrates (PND)                | 797      | 1,35     |        |        |
|                          | Parti socialiste unifié (PSU)                 | 784      | 1,33     |        |        |
|                          | Alliance de la fédération de gauche (AGD)     | 670      | 1,14     |        |        |
|                          | Mouvement populaire (MP)                      | 664      | 1,13     |        |        |
|                          | Parti du progrès et du socialisme (PPS)       | 619      | 1,05     |        |        |
|                          | Parti démocratique de l'indépendance (PDI)    | 345      | 0,59     |        |        |
|                          | Parti vert marocain (PVM)                     | 169      | 0,29     |        |        |
|                          | Parti de la renaissance (PAN)                 | 157      | 0,27     |        |        |
|                          |                                               |          |          |        |        |
| Total                    | Total                                         | 58 933   | 100,00   |        |        |
| Abstentions              | Abstentions                                   | 178 509  | 75,18    |        |        |
| Inscrits / Participation | Inscrits / Participation                      | 237 442  | 24,82    |        |        |

#### Taourirt
| Parti                    | Parti                                                       | Suffrage | Suffrage | Sièges | Sièges |
| Parti                    | Parti                                                       | #        | %        | #      | %      |
| ------------------------ | ----------------------------------------------------------- | -------- | -------- | ------ | ------ |
|                          | Rassemblement national des indépendants (RNI)               | 13 346   | 23,08    | 2      | 40,00  |
|                          | Parti authenticité et modernité (PAM)                       | 12 961   | 22,41    | 2      | 40,00  |
|                          | Parti de l'Istiqlal (PI)                                    | 11 661   | 20,16    | 1      | 20,00  |
|                          | Mouvement populaire (MP)                                    | 9 896    | 17,11    |        |        |
|                          | Union socialiste des forces populaires (USFP)               | 3 100    | 5,36     |        |        |
|                          | Parti du progrès et du socialisme (PPS)                     | 2 118    | 3,66     |        |        |
|                          | Parti de la justice et du développement (PJD)               | 1 751    | 3,03     |        |        |
|                          | Union constitutionnelle (UC)                                | 838      | 1,45     |        |        |
|                          | Parti socialiste unifié (PSU)                               | 775      | 1,34     |        |        |
|                          | Parti de l'équité (PRE)                                     | 425      | 0,73     |        |        |
|                          | Parti de la renaissance (PAN)                               | 351      | 0,61     |        |        |
|                          | Parti de l'environnement et du développement durable (PEDD) | 349      | 0,60     |        |        |
|                          | Parti de l'Espoir (PE)                                      | 199      | 0,34     |        |        |
|                          | Parti de la société démocratique (PSD)                      | 65       | 0,11     |        |        |
|                          |                                                             |          |          |        |        |
| Total                    | Total                                                       | 57 835   | 100,00   |        |        |
| Abstentions              | Abstentions                                                 | 59 027   | 50,51    |        |        |
| Inscrits / Participation | Inscrits / Participation                                    | 116 862  | 49,49    |        |        |

### Répartition des sièges
| Parti | Parti | Driouch | Nador | Berkane | Taourirt | Jerada | Guercif | Figuig | Oujda-Angad | Total |
| ----- | ----- | ------- | ----- | ------- | -------- | ------ | ------- | ------ | ----------- | ----- |
|       | RNI   | 2       | 3     | 2       | 2        | 2      | 1       | 2      | 3           | 17    |
|       | PAM   | 1       | 2     | 1       | 2        | 2      | 2       | 2      | 4           | 16    |
|       | PI    | 2       | 2     | 2       | 1        |        | 2       | 1      | 2           | 12    |
|       | USFP  |         | 2     |         |          |        |         |        |             | 2     |
|       | PPS   |         | 1     |         |          | 1      |         |        |             | 2     |
|       | PJD   |         |       |         |          |        |         |        | 1           | 1     |
|       | MP    |         |       | 1       |          |        |         |        |             | 1     |